# Sigge Larsson (Sparre)
Sigge Larsson (Sparre), född tidigast 1442, död mellan 6 och 10 maj 1509, var en svensk storman och riksråd. Han var son till Lars Siggesson och Ingeborg Bengtsdotter (röd bjälke).
Sigge Larsson sårades i slaget vid Brunkeberg 1471. Han utnämndes senast 1479 till riksråd, var från 1485 häradshövding i Viste härad och hade vid sin död Lidköping som förläning. Han sätesgård var först Skofteby i Norra Härene socken och senare Ågården i Råda socken.
Sigge Larsson var först gift med Brita Bengtsdotter (Öra), och från 6 september 1486 med Kerstin Månsdotter (Natt och Dag), dotter till Måns Bengtsson (Natt och Dag).
Barn: 
- Karin, gift med riksrådet Lindorm Brunsson (Forstenaätten)
- Barbro, gift med riksrådet Nils Olofsson (Vinge)
- Margareta, gift med Nils Krumme
- Ingeborg Siggesdotter (Sparre), död före år 1545, gift med Göran Hansson (Stiernsköld)[1], Krister Klasson (Horn) (1518) och Åke Klasson (Tott) (1524)
- Hebbla, gift med riksrådet Erik Joakimsson Fleming
- Lars Siggesson (Sparre), död 1554, riksmarsk
- Jöran Siggesson (Sparre), död sannolikt 1521 under Gustav Vasas revolt mot det danska styret.